# Slag bij Plassey
De Slag bij Plassey (23 juni 1757) was een gewapend treffen tussen de Britten van de East India Company en het de facto onafhankelijke vorstendom Bengalen. Onder leiding van luitenant-kolonel Robert Clive versloegen 3000 Britse troepen bij het Bengaalse plaatsje Plassey (tegenwoordig: Palashi) het 50.000 man sterke leger van Siraj ud-Daulah, de nawab van Bengalen. Deze overwinning op een overmacht was mogelijk door het verraad van Mir Jafar, bevelhebber van de nawab, die tijdens de slag naar de Britten overliep. Dankzij de overwinning in de Slag bij Plassey kreeg de East India Company de macht en het bestuur over Bengalen in handen, wat het begin van de Britse verovering van India vormde.

## Voorgeschiedenis
De Britten waren in de loop van de 18e eeuw uitgegroeid tot de belangrijkste Europese koloniale macht in India. Zij hadden drie belangrijke kolonies: Bombay aan de Indische westkust, Madras in het zuiden en Calcutta in Bengalen. In het zuiden van India waren de Britten in een machtsstrijd gewikkeld met de Fransen. De laatsten hadden ook in Bengalen een handelspost, namelijk in Chandernagar. De Europese aanwezigheid in Bengalen was aanzienlijk uitgebreid onder nawab Alivardi Khan (1740-1756), omdat de nawab de inkomsten uit de handel goed kon gebruiken. Alivardi Khan liet in ruil voor belastingen toe dat de Britten hun handelspost in Calcutta versterkten.

### Val en herovering van Calcutta
Toen Alivardi Khan in 1756 stierf werd hij opgevolgd door zijn 23-jarige kleinzoon, Siraj ud-Daulah, die de Europeanen ongunstig gezind was. De nieuwe nawab eiste dat de Britten hun versterkingen in Fort William bij Calcutta ontmantelden. Toen de Britten daar geen gehoor aan gaven nam hij de Britse handelspost in Cossimbazar in, om daarna naar Calcutta te trekken. De kolonie viel op 16 juni en Fort William op 20 juni, na een kort beleg. Britse gevangenen werden opgesloten in een kerker onder het fort. Volgens sommige verslagen zouden 146 gevangenen een nacht zijn opgesloten in een ruimte van 5,5 bij 4,3 meter, wat resulteerde in de dood van 123 van hen door verstikking en uitputting. Het voorval veroorzaakte grote verontwaardiging in de Britse publieke opinie, en kwam bekend te staan als de Black Hole of Calcutta.
Vanuit Madras werd in augustus 1756 een Britse strijdmacht onder kolonel Robert Clive en admiraal Charles Watson naar het noorden gestuurd. Hun opdracht was de Britse kolonies in Bengalen te heroveren en de nawab te dwingen tot herstelbetalingen. Clive stond aan het hoofd van 900 Europese troepen en 1500 sepoys (inheemse huurlingen). De vloot arriveerde in december in Bengalen, waar ze de Hooghly opvoer en op 15 december in Fulta een groep Britse vluchtelingen oppikte, waaronder enkele van de bestuurders van Calcutta. Op 2 januari 1757 werd Calcutta heroverd, na een korte schermutseling met het 500 man sterke Bengaalse garnizoen. Clive liet zijn troepen een verdedigingslinie ten noordoosten van de stad aanleggen. Een 650 man sterke strijdgroep onder kapitein Eyre Coote plunderde ondertussen op 9 januari het plaatsje Hooghly, 37 km ten noorden van Calcutta. De nawab, Shiraj-ud-Daulah, zond zijn leger daarop naar Calcutta, waar op 3 februari het beleg werd opgeslagen. Clive liet in de volgende morgen, onder een dichte mist, een verrassingsaanval uitvoeren op het kamp van de nawab. De verliezen onder de Bengali's waren groot en dwongen de nawab tot onderhandelingen. Op 5 februari werd het verdrag van Alinagar getekend. De Britten kregen hun vroegere kolonies, factorijen en privileges terug en de nawab stond hen toe Calcutta verder te versterken. De nawab trok zijn leger terug naar Murshidabad.

### Britse aanval op Chandernagar
Op dat moment was het Verenigd Koninkrijk in oorlog met Frankrijk (de Zevenjarige Oorlog van 1756-1763). Clive besloot daarom de Franse kolonie Chandernagar, 32 km ten noorden van Calcutta, te veroveren. De aanval vond plaats op 14 maart. De Fransen hadden de Hooghly versperd en het fort van Chandernagar werd verdedigd door 600 Franse troepen en 300 sepoys. De Britten hadden echter de Bengaalse gouverneur van Hooghly, Maharaja Nandakumar, omgekocht om te beletten dat Siraj ud-Daulah versterkingen naar de Fransen kon sturen. Toen deze versterkingen uitbleven en admiraal Watson de versperring in de Hooghly ruimde gaven de Fransen zich op 24 maart over. Op dat moment was Clive's opdracht vervuld en had hij normaal gesproken naar Madras horen terug te keren.
Siraj ud-Daulah was ondertussen in het geheim onderhandelingen begonnen met de Fransen. Daartoe had hij contact gezocht met de Franse officier Jean Law in de handelspost in Cossimbazar, die optrad namens de Franse gouverneur-generaal in India, de Bussy. De nawab trok met een strijdmacht naar het riviereiland van Cossimbazar, 48 km ten zuiden van Murshidabad, met de intentie de Britten daar op te vangen. Clive had echter via de Britse ambassadeur, William Watts, contact gezocht met ontevreden hovelingen aan het hof van de nawab, waaronder de militaire schatbewaarder Mir Jafar. Er werd een geheime overeenkomst gesloten. In ruil voor steun op het slagveld en toezegging van verdere herstelbetalingen voor de inname van Britse koloniën beloofde Clive Mir Jafar op de troon van Bengalen te plaatsen.
Clive begon vanuit Chandernagar op 12 juni een mars naar het noorden. De voorhoede onder kapitein Coote veroverde op 19 juni zonder veel tegenstand het garnizoensstadje Katwa. Op 23 juni staken de Britten de Hooghly over naar Cossimbazar.

## Verloop van de slag

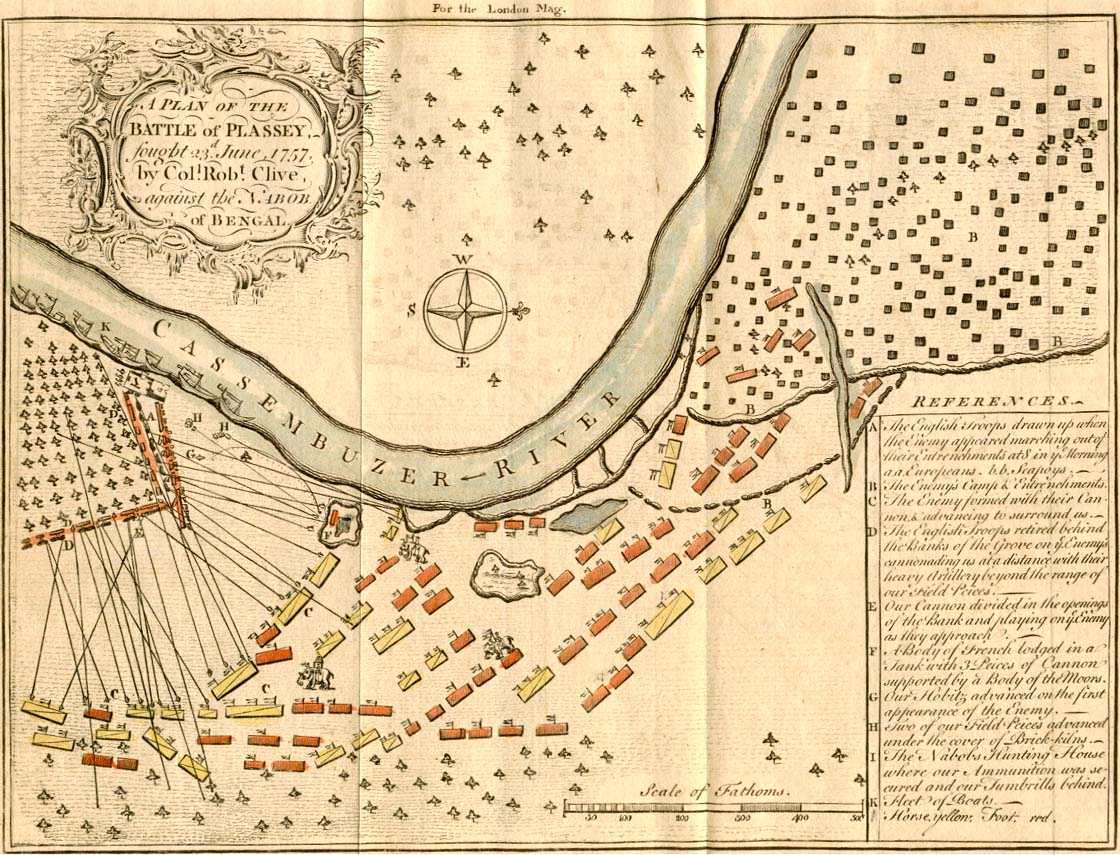
Handgetekende kaart van de posities van beide legers voorafgaand aan de slag. Uit London Magazine, rond 1760.

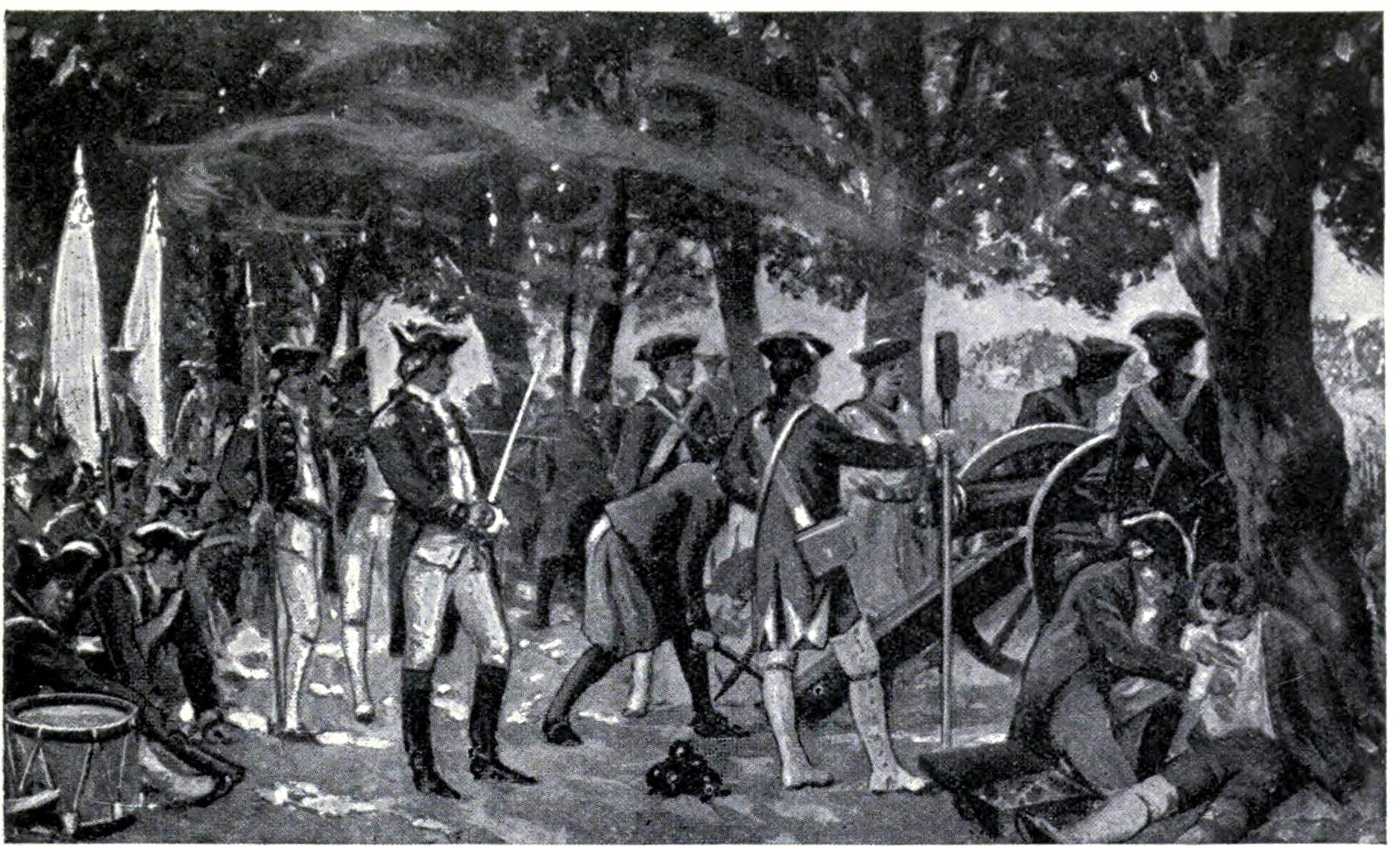
Britse artillerie tijdens de slag bij Plassey. Uit Hutchinson's Story of the Nations, 1936.

Het leger van de nawab van Bengalen was een dag eerder in Palashi gearriveerd. De nawab verwachtte nog de komst van Franse artillerieversterkingen van Jean Law, maar had met meer dan 50.000 troepen een enorme overmacht over de Britten. Clive had 750 Britse voetsoldaten, 2100 sepoys, en 100 man personeel van zijn kanonnen, bijgestaan door 50 mariniers ter beschikking. Hij had kamp opgezet in een mangoboomgaard aan de oever van de Hooghly.
De Franse artillerie van de nawab koos als eerste positie. Daarachter bevonden zich cavalerie-eenheden die tijdens de slag loyaal aan de nawab zouden blijven. Clive liet zijn mannen positie kiezen rondom de mangogaard, met zijn artillerie in het centrum. De troepen van de nawab begonnen een omtrekkende beweging en dreigden de mangogaard compleet te omsingelen. Rond 8 uur 's morgens vuurden de Fransen het eerste schot en Clive beval zijn troepen zich terug te trekken in de boomgaard, om beter beschut te zijn tegen de beschietingen.
De linkerflank van het leger van de nawab, dat onder commando van Mir Jafar stond, bewoog zich niet en behield haar positie in plaats van de omsingeling van de Britten te voltooien. In de loop van de morgen begon het te regenen, en de Bengaalse cavalerie viel daarop de Britse positie aan, overtuigd dat de regen het buskruit onbruikbaar gemaakt had. De Britten hadden hun artillerie echter met zeil overdekt tegen de regen, en ze wisten de aanval daardoor af te slaan. Siraj ud-Daulah beviel Mir Jafar tot de aanval, maar deze zond Clive de boodschap op te trekken en deed niets. De nawab werd daarop door zijn adviseurs aangeraden het slagveld te verlaten en de slag aan hen te laten. Siraj ud-Daulah keerde met 2000 man terug naar Murshidabad.
Rond 2 uur 's middags trokken de Bengaalse eenheden zich in verwarring terug, waardoor de Franse artilleristen alleen kwamen te staan. Het grootste deel van de Bengaalse voetsoldaten stond onder commando van Mir Jafar en hield zich afzijdig. De Britten zetten daarop de aanval in, en ondanks dat ze daarbij onder vuur kwamen hadden ze tegen de avond de posities van de tegenstander ingenomen met minimale verliezen. Mir Jafar zond Clive tegen de avond bericht, en deze informeerde hem de volgende dag te ontmoeten. De ontmoeting vond plaats in de morgen, en Clive adviseerde Mir Jafar om Siraj ud-Daulah te achtervolgen naar Murshidabad, om hem te beletten met de schatkist te ontsnappen. Siraj ud-Daulah wist aanvankelijk te ontvluchten maar werd op 2 juli in Rajmahal aangehouden en vermoord. Het lichaam werd door Murshidabad geparadeerd en bijgezet in het mausoleum van Alivardi Khan.

## Gevolgen
In het verdrag dat tussen Mir Jafar en de Britten werd gesloten, kregen de Britten de zamindars in al het gebied tussen Calcutta en de zee toegewezen. De in 1717 aan de Britse East India Company toegekende firman werd bevestigd en Mir Jafar zegde herstelbetalingen toe van 22 miljoen rupees. De Bengaalse schatkist bleek echter minder gevuld dan verwacht, en het lukte Mir Jafar niet om dit enorme bedrag onmiddellijk geheel te betalen.
De Fransen waren als gevolg van Clive's campagne hun handelsposten in Bengalen kwijtgeraakt. Mir Jafar kreeg echter al snel genoeg van de ondergeschikte positie waarin de Britten hem dwongen. Hij nodigde de Nederlandse V.O.C. uit zich in Bengalen te vestigen, met de intentie de Nederlanders tegen de Britten te gebruiken. De Nederlanders werden door de Britten uitgeschakeld in de slag bij Chinsura (25 november 1759). Daarop besloot Clive Mir Jafar af te zetten en diens schoonzoon Mir Qasim tot nieuwe marionet te benoemen. Ook Mir Qasim bleek niet van plan zich in de rol van ondergeschikte van de Britten te schikken. De Britse overwinning over Mir Qasim en zijn bondgenoten in de slag bij Buxar (23 oktober 1764) stelde de Britse heerschappij over Bengalen ten slotte veilig.